# Elizabeth "liz" Sherman
Elizabeth Anne Sherman es un personaje ficticio creado por Mike Mignola presente en la historieta Hellboy de la editorial Dark Horse. Aparece por primera vez en Hellboy - Semilla de destrucción (1993).

## Historia
Nacida en Kansas City, Kansas, el 15 de abril de 1962, Liz era una niña normal hasta que sus habilidades piroquinesis comenzaron a manifestarse alrededor de su undécimo cumpleaños. El estallido se cobró la vida de su familia y destruyó toda una manzana. El recuento final fue de 32 muertos, entre ellos tres bomberos. Liz afirma que el archivo de su última manifestación descontrolada fue el 4 de julio de 1984. 
La llevaron a la Oficina de Investigación y Defensa de Parapsicología (BPRD, Bureau of Paranormal Research and Defense), donde aprendió en parte a controlar su poder. Se la asocia a menudo con Hellboy y Abraham "Abe" Sapien. Su infancia traumática ha hecho que a menudo deje el BPRD y luego vuelva.

### Wake up the Devil
Liz trató de librarse de su piroquinesis utilizando a Roger el Homúnculo, cayendo en coma como resultado de ello.
Liz fue llevada al Instituto Wauer en Tirgoviste, Rumania. Posteriormente, Roger le devuelve su poder debido a la culpabilidad que siente por el hecho de que Liz quedase en coma.

### Volver a la Mesa
Liz ha regresado recientemente de la Agartha, de un Templo en Montes Urales, donde pasó tiempo con una sociedad de monjes, y donde aprendió a controlar su piroquinesis. Actualmente está de vuelta con el BPRD y se esfuerza para aceptar los cambios que se han hecho en el equipo. 
Como resultado de su tiempo entre los monjes, Liz tiene completo control sobre el fuego, pudiendo producir desde una pequeña llama en su mano que sirve de luz en su camino en la oscuridad, hasta una explosión de fuego que destruye cualquier cosa a su alrededor. También puede manipular el fuego dándole formas. Recientemente, sus poderes se vieron reforzados y aumentados por un misterioso objeto. Gracias a este aumento de poder, Liz pudo convertir la torre Katha Hem en polvo.

## Película Hellboy
- El papel de Liz Sherman fue desempeñado por Selma Blair en la adaptación a película de la Hellboycómics. Blair también inyerpretará a Sherman en secuela de la película y dos películas animadas. En Hellboy 2, Liz sufrirá algunos de los nuevos cambios en los que ella tendrá un menor peinado, nueva dependencia de las armas y la relación de correspondencia con Hellboy.[2]
- Liz fue uno de los cuatro primeros personajes de Hellboy Comic producidos en 2005 por Mezco Toyz.[3]